# Benedicta Boccoli
Bendicta Boccoli, (Milão, 11 de novembro de 1966) é uma atriz de teatro e showgirl italiana.
| “ | Uma deusa vaporosa e lunar no meio entre a lembrança de Asia Norris nas comédias de Mario Cameirni e a admiração do tip-tap de Eleanor Powell. | ” |
|   | — Il Giornale. |   |

## Biografia
Nascida em Milão em 11 de novembro de 1966, mudou-se com a família para Roma, ainda menina. Tem uma irmã, Brigitta, também atriz, e dois irmãos: Barnaby e Filippo.
O director e actor Giorgio Albertazzi a definiu como a artistíssima ..
Cada segunda-feira, escreve no jornal Il Fatto Quotidiano, a coluna Cosa resterà:  é o diário de uma adolescente dos anos '80 e anos '90.

### Cinema
- Gli angeli di Borsellino, direcção de Rocco Cesareo - 2003
- Valzer, direcção de Salvatore Maira - 2007
- Pietralata, direcção de Gianni Leacche - 2008
- Ciao Brother, direcção de Nicola Barnaba – 2016
- Colpevole, direcção de Gianni Leacche - 2024 [6]

### Curta-metragem
- La confessione, direcção de Benedicta Boccoli, 2020[7];[8]
- Come un fiore, direcção de Benedicta Boccoli, sobre a sensibilização na prevenção do tumor à mama e a aceitação do seu prorpio corpo 2023[9]

### Teatro
- Espirito Alegre de Noël Coward, direcção de Franco Però, com Ugo Pagliai e Paola Gassman - 1992-1993 -
- Cantando Cantando de Maurizio Micheli, com Maurizio Micheli, Aldo Ralli e Gianluca Guidi - 1994-1995 -
- Buonanotte Bettina, de Garinei & Giovannini, direcção de  Gianni Fenzi, com Maurizio Micheli, Aldo Ralli e Miranda Martino - 1995-1996-1997
- Can Can - Musical de Abe Burrows, direcção de Gino Landi, com Mino Bellei e Corrado Tedeschi - 1998-1999 -
- Orfeu ao Inferno - Ópera de Jacques Offenbach - 1999 - Tersicore
- Polvere di stelle, direcção de Marco Mattolini, com Maurizio Micheli - 2000-2001-2002
- Le Pillole d'Ercole de Maurice Hennequin e Paul Bilhaud, direcção de Maurizio Nichetti, com Maurizio Micheli - 2002-2003-2004
- Anfitrião, de Plauto, direcção de Michele Mirabella, com Maurizio Micheli - 2004
- Stalker de Rebecca Gillmann, direcção de Marcello Cotugno - 2004
- Pluto de Aristofane, direcção de Michele Mirabella, com Maurizio Micheli - 2004
- Fiore di cactus de Pierre Barillet e Jean-Pierre Grédy, direcção de Tonino Pulci, com Edoardo Siravo - 2004-2005-2006
- Prova a farmi ridere de Alan Aykbourn, direcção de Maurizio Micheli, com Pino Quartullo - 2006
- A Tempestade de William Shakespeare, direcção de Walter Manfrè, com Virginio Gazzolo - 2006 - Ariel
- Sunshine de William Mastrosimone, redirecção de Giorgio Albertazzi, com Sebastiano Somma - 2007-2008 -
- The Apartment, de Billy Wilder, direcção de Patrik Rossi Gastaldi, com Massimo Dapporto - 2009–2010
- Il marito scornato (Georges Dandin), de Moliére – 2011
- Dis-order, de Neil LaBute, dir. Marcello Cotugno, with Claudio Botosso - 2014
- Incubi d'Amore, de Augusto Fornari, Toni Fornari, Andrea Maia, Vincenzo Sinopoli, dir. Augusto Fornari, com Sebastiano Somma e Morgana Forcella - 2014
- Crimini del Cuore, de Beth Henley, dir. Marco Mattolini – 2015
- A Room with a View, E. M. Forster, diretor Stefano Artissunch - 2016
- Cactus Flower de Pierre Barillet e Jean-Pierre Grédy, dir. Piergiorgio Piccoli e Aristide Genovese - 2016
- Il più brutto week-end della nostra vita de Norm Foster, dir. Maurizio Micheli - 2017-2018
- O test de Jordi Vallejo, dir. de Roberto Ciufoli (2019-2020)[10];[11]
- Su con la vita escrito e dirigido por Maurizio Micheli - 2020 [12];[13]
- Les Précieuses ridicules livremente isnpirado à Moliére, dirigido por Stefano Artissunch - 2023-2024 [14]
- Donne in pericolo de Wendy MacLeod, dirigido por Enrico Maria Lamanna - 2023-2025

### Televisão
- Illusione: breve série televisiva da RAI em 1983, participou como co-realizadora, com a irmã Bendicta,
- Pronto, chi gioca?, direcção de Gianni Boncompagni,
- Domenica In - Junta com a irmã Brigitta Boccoli, 1987-1990
- Viva Colombo - Il sabato sera di Rai Uno, 1991
- Gelato al limone - com Massimiliano Pani
- Unomattina - 1994
- Due come noi - Programa da manhã de TMC, junto com a cantora Wilma De Angelis - 1997
- Incantesimo - Série de televisão
- Reality Circus - Reality show de Canale 5 com Barbara D'Urso - 2006-2007

### Rádio
- Em 2008, ela apresentou um programa na emissora RTL 102.5 nos fins de semana.
- Desde maio de 2011 é co-realizadora, com Paolo Notari, do programa Metrò, da RAI Rádio1.

## Outras imagens

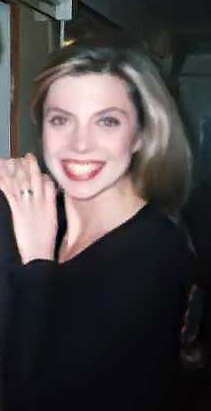
Bendicta Boccoli, nos camarins do Teatro São Bábilas, de Milão, 1998.
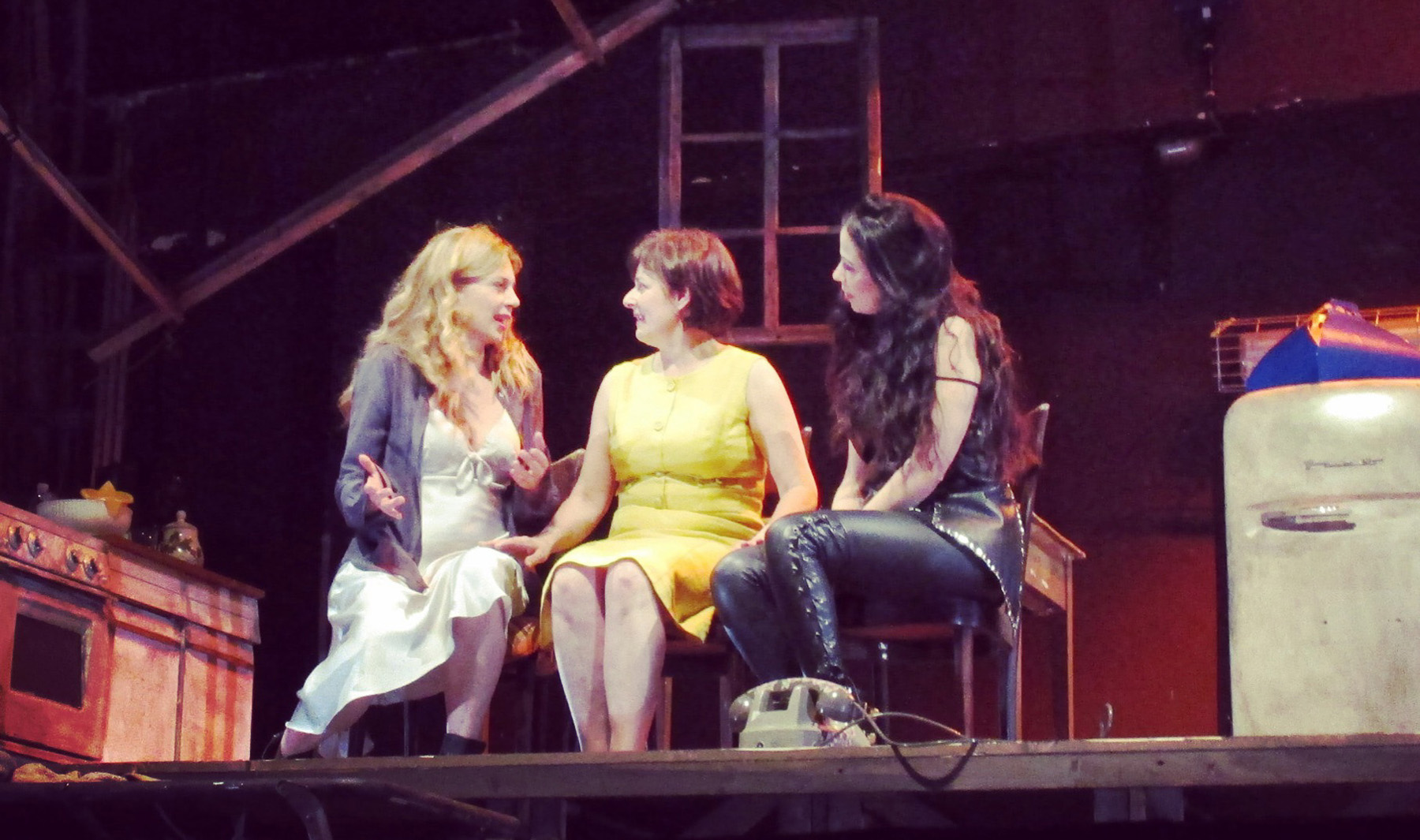
Benedicta Boccoli, Paola Bonesi e Fulvia Lorenzetti atuando Crimini del Cuore, Teatro São Bábilas, de Milão, 1 de maio 2015.
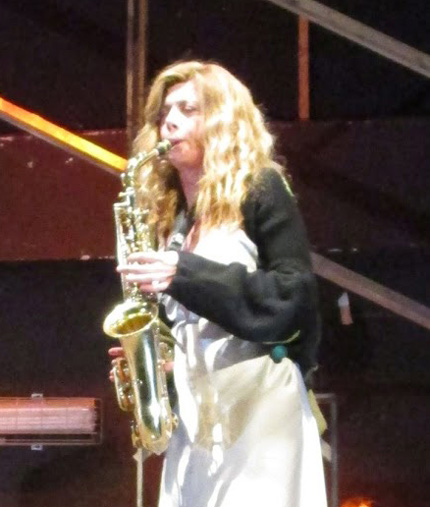
Benedicta Boccoli com seu sax; Crimini del Cuore, Teatro São Bábilas[15], de Milão, 1 de maio 2015.
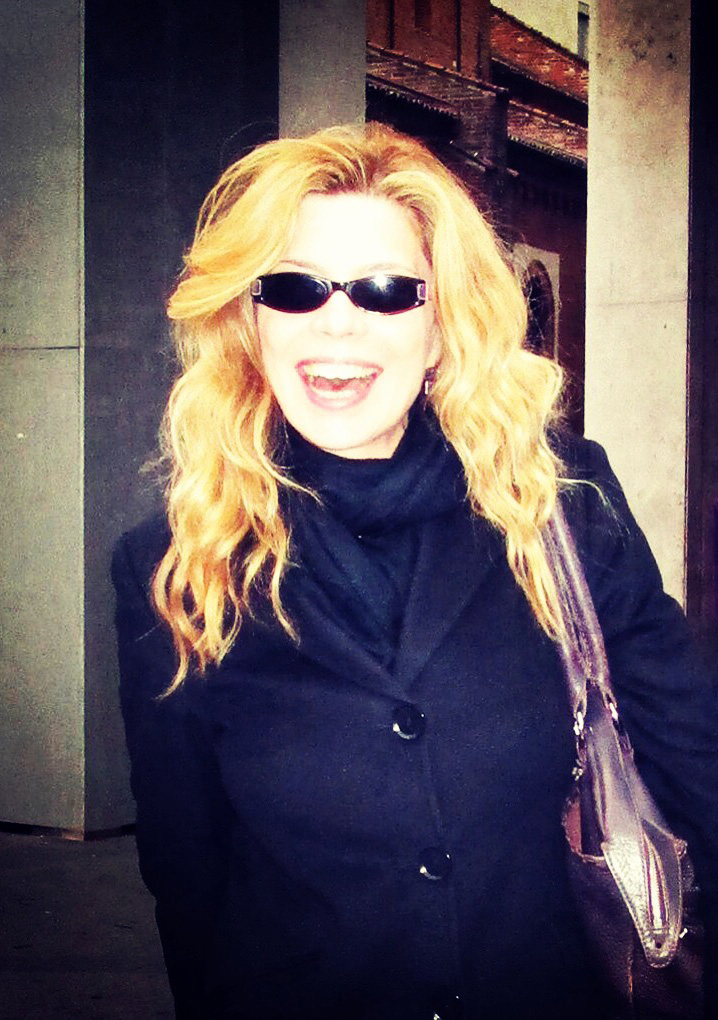
Bendicta Boccoli, na saída do Teatro São Bábilas, de Milão, 2015.
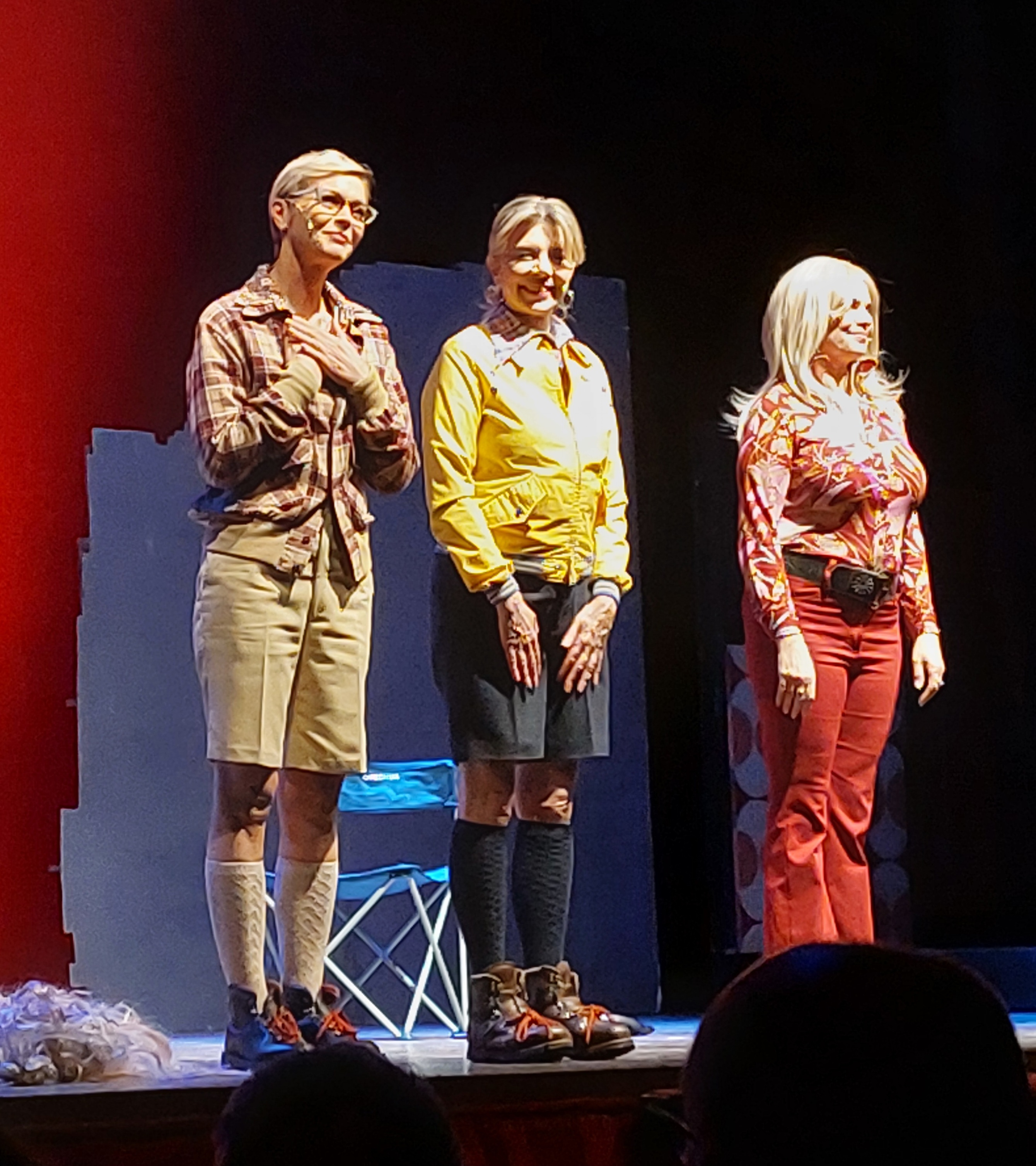
Vittoria Belvedere, Benedicta Boccoli e Debora Caprioglio Donne in pericolo, Teatro San Domenico, Crema, 1 dezembro de 2024.